# Brun dammlöpare
Brun dammlöpare (Acupalpus dubius) är en skalbaggsart som beskrevs av Friedrich Julius Schilsky 1888. Brun dammlöpare ingår i släktet Acupalpus, och familjen jordlöpare. Arten är reproducerande i Sverige.